# Velebrdo
Velebrdo (en macédonien Велебрдо) est un village de l'ouest de la Macédoine du Nord, situé dans la municipalité de Mavrovo et Rostoucha. Le village comptait 750 habitants en 2002.

## Démographie
Lors du recensement de 2002, le village comptait :
- Macédoniens : 609
- Turcs : 132
- Albanais : 6
- Autres : 3